# 6 Pułk Piechoty (LP)
6 Pułk Piechoty (6 pp) – oddział piechoty Legionów Polskich.
Utworzony rozkazem Komendy Legionów Polskich z 27 lipca 1915 w Rozprzy pod Piotrkowem. 10 września odszedł na Wołyń w składzie III Brygady Legionów Polskich. Jesienią przeszedł chrzest bojowy w Maniewiczach. Walczył pod Kostiuchnówką, Kuklami i Kamieniuchą. Podczas ofensywy Brusiłowa  prowadził boje pod „Polską Górą". Na początku sierpnia 1916 zakończył szlak bojowy pod Sitowiczami.  W wyniku kryzysu przysięgowego, w 1917 roku został rozwiązany.

## Formowanie i zmiany organizacyjne
Pułk wywodzi się z batalionu uzupełnień dowodzonego przez kpt. Szczęsnego Rucińskiego. Z dniem 8 maja 1915 roku batalion ten został rozwiązany, a z części jego żołnierzy został utworzony II/4 pułku piechoty. Z tegoż  batalionu wydzielono 120 żołnierzy i utworzono nowy batalion uzupełnień oraz nadano mu numer 3 z  przeznaczeniem na potrzeby formowania III Brygady Legionów Polskich. W kolejnych tygodniach batalion kilkakrotnie reorganizowano. 21 lipca powstał oddział sztabowy przyszłego 6 pp pod dowództwem ppor. Marcelego Szaroty. Za dzień utworzenia 6 pułku piechoty uważa się 27 lipca 1915 roku. W tym dniu Komenda Grupy Legionów Polskich powierzyła dowództwo pułku mjr. Witoldowi Ściborowi-Rylskiemu. Jego adiutantem został chor. Jan Dąbrowski, oficerem prowiantowym – aspirant oficerski Bolesław Malinowski, dowództwo oddziału sztabowego objął chor. Tadeusz Krasicki, a kompanie liniowe batalionu uzupełnień nr 3 weszły w skład 6 pp. Zgodnie z etatem pułk tworzyły trzy bataliony, które początkowo liczyły po dwie kompanie. Do 12 sierpnia zwiększono liczbę kompanii w batalionach do czterech, wydzielając żołnierzy z istniejących oddziałów. Początkowo nie miały one pełnych stanów osobowych, a uzupełniono je  później. W połowie września 1915 w Łochyńsku, sformowano batalion uzupełnień 6 pp, który oficjalnie funkcjonował jako I/7 pułku piechoty. Pułk tworzył się głównie w okolicach Rozprzy. Większość rekrutów pochodziła z Galicji. Wywodzili się na ogół z warstwy mieszczańsko-rzemieślniczej, wielu było uczniami. Kadrę dowódczą stanowili przeważnie oficerowie rezerwy. Część z nich odbyła służbę w armii austro-węgierskiej lub rosyjskiej. Pełną gotowość pułk osiągnął w pierwszej połowie września 1915 roku.

## Walki pułku
Jesienią 1915 roku pułk walczył na Wołyniu. 14 września o 16:00 z Piotrkowa wyruszyła na front Komenda III Brygady z płk. Wiktorem Grzesickim oraz połowa I batalionu 6 pułku piechoty. Dowództwo pułku, oddział karabinów maszynowych i pozostała część I batalionu wyjechała z Rozprzy kolejnym transportem o 19:00. Kolejne transporty odchodziły następnego dnia.Transporty kierowane były do Kowla. 26 września skoncentrowany pod Kowlem 6 pułk piechoty został przydzielony do grupy ppłk. Edwarda Rydza-Śmigłego. Grupa ta weszła w skład austriackiego Korpusu Kawalerii gen. Leopolda Hauera. 6 pułk maszerował wzdłuż linii kolejowej Kowel-Sarny. Tu przeszedł chrzest bojowy, zdobywając leżącą pośród lasów stację Maniewicze.
27 września pułk doszedł do Styru i zajął pozycje w Wielkim Miedwieżu. 30 września rosyjska artyleria ostrzelała pozycji 6 pp z przeciwległego brzegu Styru. O świcie następnego dnia „szóstacy” ruszyli na północny zachód do Kostiuchnówki i tam nawiązali kontakt taktyczny z resztą grupy ppłk. Rydza-Smigłego. Wieczorem 1 października III batalion zaatakował Kołodię. Wieś została zdobyta, a legioniści okopali się na wschód od niej w pobliżu Styru. Następnego dnia, zagrożony  okrążeniem batalion wycofał się. 2 października Rosjanie uderzyli na nowe pozycje III batalionu. Batalion po raz kolejny wycofywał się. W straży tylnej z powodzeniem działała 10 kompania. W trakcie odwrotu dowódca pułku mjr Ścibor-Rylski doznał ataku serca i został zniesiony z pola bitwy. Zastąpił go por. Tadeusz Jakubowski.
3 października wojska rosyjskie zaatakowały linię obronną „szóstaków” i sąsiednich jednostek austriackich. W rezultacie korpus gen. Hauera rozpoczął odwrót na zachód do linii kolejowej Maniewicze—Karasin. W dniach od 4 do 10 października pułk stał w odwodzie w Maniewiczach. 8 października dowództwo pułku objął mjr Norwid-Neugebauer, a pułk odszedł na odpoczynek do Hulewicz.
20 października pułk ponownie wyruszył w pole. W tym czasie pod względem operacyjnym Legiony Polskie wchodziły w skład austro-niemieckiej grupy gen. Alexandra Linsingena,  Miały one osłaniać od wschodu Kowel. 6 pułk, współdziałając z austriacką 10 Dywizją Kawalerii, uderzył na Rosjan od południa. 21 października przed świtem III batalion zaatakował Jabłonkę. Przedwczesny i nieskoordynowany z działaniami reszty oddziałów atak załamał się. Dopiero natarcie I batalionu 1 pułku piechoty od północy umożliwiło wzięcie Rosjan w kleszcze. W walce wzięto do niewoli 200 jeńców, zdobyto cekaemy i zmuszono nieprzyjaciela do odwrotu. Podjęto pościg z zadaniem zdobycia z marszu wsi Kukle. 22 października o  17:00 po zaciętej walce grupa ppłk. Rydza -Śmigłego zajęła miejscowość, likwidując lukę w linii frontu. Rosjanie przez kilka dni silnie ostrzeliwali pozycje legionistów pod Kuklami. Polacy odpowiadali wypadami. Nieprzyjaciel zajął umocnioną pozycję w leżącej nieco dalej na północny wschód wsi Kamieniucha. Rani 25 października 6 pp, współdziałając 1 pp i niemieckim 1 pułkiem grenadierów uderzył na wroga. Został zatrzymany silnym ostrzałem rosyjskich dział i haubic. 27 października III batalion, korzystając z osłony nocy, przybliżył się do linii nieprzyjacielskich i razem z niemieckimi grenadierami podjął atak. Przerwano linie wroga i po zaciętej walce wręcz zdobyto wieś i wzięto ponad 400 jeńców. Kontratak rosyjski na południowej flance, przy wiosce Rudka, został powstrzymany odwodem 6 pułku. Starcie to było jednym z najbardziej krwawych na szlaku bojowym 6 pułku piechoty. Straty sięgnęły 10% stanu osobowego. Po walce pułk przeszedł do odwodu. Po odpoczynku obsadził odcinek obrony w pobliżu Kostiuchnówki. W nocy z 3 na 4 listopada Rosjanie przypuścili gwałtowny atak na Kostiuchnówkę. Odwrót austro- węgierskiej XXI Brygady spowodował odsłonięcie skrzydła 6 pułku piechoty. Pułk i inne oddziały II Brygady przeprowadziły desperacki kontratak. Walki trwały od godzin wieczornych 4 listopada oraz przez cały kolejny dzień. Wzgórze zostało zdobyte dopiero 10 listopada po przygotowaniu artyleryjskim i ściągnięciu znaczniejszych posiłków austro-węgierskich. Polacy okupili zwycięstwo znacznymi stratami. Rosyjska próba przerwania frontu się nie powiodła. Ustabilizował się on wzdłuż linii na zachód od Styru. Działania przybrały charakter wojny pozycyjnej.
Po zakończeniu tych walk 12 listopada 6 pp rozpoczął okopywanie się na dotychczasowej linii. Zbudowano schrony i ziemianki, rozciągnięto też druty kolczaste.  Walki w tym okresie ograniczały się do  patrolowania, ostrzału artyleryjskiego i działań demonstracyjnych. Sąsiadem był 4 pułk piechoty. Na pozycjach w rejonie Kostiuchnówki  III Brygada w tym 6 pp pozostawał do 8 grudnia. Po zluzowaniu przez oddziały niemieckie ześrodkował się w rejonie Optowej. Na froncie nastąpił okres zastoju. 6 pułk wraz z komendą III Brygady w tym czasie stacjonował w Nowych Kuklach. Prowadzono zajęcia kulturalne i sportowe, dodatkowe szkolenia, organizowano uroczystości.
Późną wiosną 1916 roku ruszyła ofensywa gen. Aleksieja Brusiłowa. Od początku czerwca trwały zacięte walki w rejonie Łucka. Już 7 czerwca doszło do
pierwszych walk na odcinku III Brygady. Uderzenie na pozycje Legionów w rejonie Kostiuchnówki miało być jednym z najważniejszych elementów operacji.
Pozycje legionowe atakowała rosyjska 100 Dywizja Piechoty z XLVI Korpusu. 4 lipca pozycje III Brygady, zajmującej lewe skrzydło zgrupowania legionowego ostrzelane zostały silnym ogniem artyleryjskim, a na pozycje III/6 pp oraz 4 pp uderzyła piechota. Atak został odparty przy minimalnych stratach własnych. Jednak  sąsiednie jednostki I Brygady zaczęły się cofać. Na pomoc ruszył odwód legionowy – dwa bataliony 6 pp. I batalion mjr. Galicy pomaszerował w rejon strumienia Garbach, aby wesprzeć 7 pp, II batalion kpt. Nowakowskiego wysłano na pomoc 5 pp. W nocy z 4 na 5 lipca II batalion 6 pp wziął udział w nieudanym kontrataku grupy uderzeniowej kpt. Wyrwy-Furgalskiego. 5 lipca odcinek III/6 pp nie był atakowany. Jednak wobec coraz gorszej sytuacji na innych odcinkach, batalion rozpoczął odwrót.
Jednocześnie planowano atak z zadaniem odzyskania pozycji na Polskiej Górze. Do działania przygotowano też I/6 pp. II/6 pp wspierał nadal 5 pułk piechoty.
Rano grupa ppłk. Minkiewicza wyprowadziła uderzenie z rejonu Wołczecka i o 10:00 opanowała Polską Górę. Poprawiło to znacznie położenie 5 pp. Z rejonu Polskiej Góry wyprowadzono kolejny atak z zamiarem odzyskania pierwszej linii obronnej Legionów z poprzedniego dnia. Wzmocniona jednostkami niemieckimi i austriackimi oraz
1 i 5 kompanią z 4 pp  grupa Minkiewicza zamierzała rozpocząć uderzenie od strony tzw. bagna Hira. Tymczasem dowodzący akcją dowódca II Brygady płk Ferdynand Küttner nakazał przejść do obrony. Wieczorem zaatakowali Rosjanie. Niektóre austro-węgierskie kompanie poddały się bez walki, 3 pp i I batalion 6 pp musiały się cofnąć. W wyniku zaciętych walk rozpoczął wycofanie też osłaniany przez II/6 pp 5 pułk piechoty.  Pozostające pod dowództwem ppłk. Minkiewicza dwa bataliony 6 pp rozpoczęły odwrót. 6 lipca o 9:00 Rosjanie ponowili atak.  I/6 pp, który zaciekle odpierał ataki i przechodził do kontrataku. Jego odwrót nastąpił dopiero około 17:00.
6 pułk piechoty wycofywał się z pola bitwy pod Kostiuchnówką podzielony. II batalion maszerował przez Nowy Jastków w kierunku na Konskoje, gdzie połączył się z III batalionem. I batalion cofnął się przez Maniewicze, Trojanówkę i po przejściu Stochodu dołączył do reszty pułku. Po walkach pułk przeszedł do odwodu w rejonie Czeremoszna.
16 lipca Legiony Polskie otrzymały zadanie obsadzenie odcinka obrony od Sitowicz do Jeziorna. III Brygada objęła południowy odcinek zgrupowania legionowego. 25 lipca Rosjanie przeprowadzili ostrzał artyleryjski pozycji I/6 pp i częściowo III/6 pp. Odwrót austro-węgierskiego II Korpusu spowodował również wycofanie jednostek legionowych. 3 sierpnia Rosjanie przerwali front zagrażając III Brygadzie. 6 pp współdziałający w obronie z 2 pp trwał na pozycjach silnie ostrzeliwane przez Rosjan. Wieczorem grupa operacyjna pod dowództwem płk. Hallera przeprowadziła kontratak na nieprzyjaciela i odbiła utracone pozycje. Bitwa pod Rudką Miryńską była ostatnią bitwą Legionów Polskich. Tu też zakończył swój szlak bojowy 6 pułk piechoty Legionów Polskich.

## Odejście z frontu i rozwiązanie pułku
Legiony Polskie planowano odesłać do Królestwa Polskiego i tam  miały stać się zalążkiem przyszłej armii polskiej. W październiku 1916 roku 6 pułk piechoty stacjonował  w Baranowiczach. W tym czasie gwałtownie wzrosło napięcie polityczne w Legionach. Żołnierze 6 pułku piechoty popierali linię polityczną komendanta I Brygady Józefa Piłsudskiego. Kolejne reorganizacje wywołały oburzenie wśród legionistów. W listopadzie pułk przetransportowano najpierw do Lublina, potem do Nałęczowa, a ostatecznie do Dęblina. W styczniu 1917 roku pułk przeszedł na etat i zaopatrzenie niemieckie. Zmieniająca się sytuacja polityczna spowodowała ponowne zaostrzenie konfliktu pomiędzy niemieckim okupantem. W wyniku kolejnej reorganizacji Legionów, w czerwcu 1917 pułk został przeniesiony do II Brygady. Apogeum konfliktu w Legionach był tzw. kryzys przysięgowy. Rota przysięgi była nie do zaakceptowania dla Piłsudskiego i jego zwolenników.  W 6 pułku piechoty  sytuacja była niezwykle napięta. Podpułkownik Norwid-Neugebauer zarządził dla oficerów specjalną odprawę, podczas której wszyscy, zgodnie z zaleceniem przekazanym od Piłsudskiego, mieli się opowiedzieć za lub przeciw przysiędze. Zdecydowana większość była przeciw. Ppłk. Norwida-Neugebauera aresztowano i pozbawiono prawa do noszenia broni. Ostatecznie w 6 pp przysięgi nie złożyło 15 oficerów, 410 podoficerów i szeregowców, czyli wszyscy obecni Królewiacy. Żołnierze ci zostali internowani w obozach w Beniaminowie i Szczypiornie.
W  obronie internowanych zaczęli organizować protesty pozostający w dęblińskich koszarach Galicjanie. Sytuację miał uspokoić były dowódca ppłk Ścibor-Rylski. Oficerów najbardziej zaangażowanych w agitację przeciw przysiędze zaczął on wysyłać na urlopy i w podróże służbowe. Kilku podoficerów aresztowano. Żołnierze samorzutnie powołali Radę Żołnierską. Ta 20 lipca wezwała żołnierzy do stawienia się na placu z bronią. Żądano zwolnienia aresztowanych, odsunięcia oficerów współpracujących z ppłk. Ściborem-Rylskim i wezwano oficerów do składania podań o dymisje. Domagano się też usunięcia ppłk. Ścibora-Rylskiego poza garnizon. Uchwalono wypowiedzenie posłuszeństwa Komendzie Legionów i dowództwu pułku. Komendę powierzono kpt. Bolesławowi Popowiczowi.
Do Dęblina wkroczyły oddziały niemieckie. Pod eskortą wojskową „szóstacy” zostali przewiezieni do Przemyśla i razem z żołnierzami 4 pp osadzeni w Pikulicach.  Wobec bezcelowości dalszego oporu i po interwencji mjr. Włodzimierza Zagórskiego z Komendy Legionów, poszukiwani oficerowie oddali się w ręce Austriaków.  Wiele osób aresztowano, jednych przeniesiono do Polskiego Korpusu Posiłkowego, innych do armii austro-węgierskiej. W połowie września 1917 roku 6 pułk piechoty Legionów Polskich został rozformowany.

## Struktura organizacyjna pułku
Organizacja i obsada personalna w 1915:
- dowództwo i sztab
- I batalion – kpt. Tadeusz Wyrwa-Furgalski
  - oddział karabinów maszynowych – ppor. Jan Chodorowski
- II batalion – kpt. Jan Kozicki
  - oddział karabinów maszynowych – chor. Jan Służewski
- III batalion – por. Henryk Pomazański
  - oddział karabinów maszynowych – chor. Władysław Kozak
- oddział sanitarny – kpt. dr Stefan Buchowiecki

## Żołnierze pułku
Dowódcy
- mjr Witold Ścibor-Rylski (27 VII 1915 – )
- Mieczysław Norwid-Neugebauer
- Józef Zając

Żołnierze
- Ernest Angelo
- Andrzej Bieniek
- Kazimierz Bogaczewicz
- Władysław Buszek
- Stanisław Chorążek
- Emil Cimura
- Adam Dobrodzicki
- Tadeusz Florczak
- Andrzej Galica
- Roman Górecki
- Augustyn Gruszka
- Antoni Jakubski
- Mieczysław Janowski
- Stanisław Kara
- Michał Tokarzewski-Karaszewicz
- Stanisław Kochanowski
- Adam Kosiba
- Kazimierz Kubicz
- Wincenty Kwiatkowski
- Jakub Loewin
- Stefan Łomnicki
- Franciszek Matuszczak
- Tadeusz Mięsowicz
- Izydor Modelski
- Aleksander Narbut-Łuczyński
- Wilhelm Orlik-Rückemann
- Tadeusz Osostowicz
- Zbigniew Osostowicz
- Tadeusz Pełczyński
- Henryk Pomazański
- Bolesław Popowicz
- Stanisław Józef Rybicki
- Adam Solski
- Stanisław Szablewski
- Marian Szretter
- Franciszek Mieczysław Targowski
- Edward Terlecki
- Edwin Norbert Wagner
- Roman Wart
- Władysław Welz
- Władysław Piotr Wiatr

### Odznaczeni Orderem Viituti Militari
Szóstacy odznaczeni Krzyżem Srebrnym Orderu Wojskowego Virtuti Militari za czyny męstwa podczas I wojny światowej

1. mjr lek. dr Jerzy Babecki nr 6332
2. kpr. Mieczysław Baczkowski nr 6426
3. plut. Witold Barbacki nr 6403
4. sierż. szt. Feliks Bąk nr 5972
5. por. Adolf Bergel ps. Aldon, Rudolf, Opala nr 6402
6. st. szer. Henryk Bernstein
7. ppor. Ireneusz Blachaczek-Branowski
8. kpt. dr Stefan Buchowiecki
9. śp. plut. Józef Burczyk nr 6398
10. kpr. Jan Byrski
11. śp. por. Jan Chodorowski, ps. Henrico nr 6362
12. plut. Konstanty Ciołek nr 6399
13. sierż. Władysław Czapla nr 6388
14. sierż. Rudolf Czernecki nr 6383
15. chor. Mieczysław Dobrzański
16. szer. Hilary Dominikow
17. chor. Wacław Drojowski
18. sierż. Kazimierz Dziurzyński
19. plut. Adam Fałęcki
20. plut. Stefan Fichna
21. kpr. Lucjan Frankowski
22. szer. Piotr Gęgołek
23. por. Józef Gigiel-Melechowicz
24. plut. Michał Gilewicz
25. pchor. Władysław Godlewski
26. kpr. Bronisław Gontaszewski
27. pchor. Marian Goszczyński[a]
28. chor. Czesław Sław-Góralik
29. plut. Tadeusz Górecki
30. chor. Henryk Gruber
31. pchor. Henryk Józef Gumol
32. chor. Kazimierz Hieronim Gwiazdomorski
33. szer. Jan Haas
34. st. szer. Roman Hauer
35. kpr. Karol Herbert
36. chor. Aleksander Hild
37. chor. Antoni Hłasko
38. chor. Wilhelm Hörl
39. szer. Witold Jabłoński
40. sierż. Józef Jakubiec
41. kpt. Tadeusz Jakubowski
42. chor. Kazimierz Jankowski
43. szer. Ludwik Jaszczyński
44. plut. Julian Jaszkowski
45. ppor. Leon Jarząbkiewicz
46. ppor. Maksymilian Milan-Kamski
47. sierż. Józef Kardys
48. szer. Edward Kasprzycki
49. ppłk. Jan Kasztelowicz
50. kpr. Henryk Kawęzowski
51. sierż. Piotr Kieblesz
52. kpr. Jan Plecha
53. st. szer. Witold Klimunt
54. kpr. Jan Kolanowski
55. por. Wincenty Kominek-Lachowicz
56. kpr. Jan Kralik
57. sierż. Jan Kraus
58. kpr. Stanisław Krysiński
59. st. szer. Dionizy Krzyczkowski
60. ppor. Kazimierz Krzyczkowski
61. plut. Feliks Książkiewicz
62. plut. Adam Kulejowski
63. chor. Wiktor Kwarciński
64. kpr. Józef Lema nr 6433
65. chor. Tadeusz Nowicki
66. bp. plut. Natan Lewinson
67. por. Adam Lisiewicz
68. chor. Stefan Luranc nr 6374
69. plut. Wawrzyniec Łodygowski nr 6410
70. por. Roman Łubiński
71. chor. Mieczysław Machajski
72. sierż. Bolesław Maciejewski
73. chor. Ludwik Majcher
74. ppor. Maksymilian Marszałek nr 6325
75. sierż. Jan Mazurkiewicz
76. sierż. Karol Michalski-Złoch
77. plut. Mieczysław Mikołajewski nr 6411
78. chor. Stanisław Mitera
79. szer. Marcin Möck
80. kpr. Zygmunt Myszkowski nr 6434
81. chor. Jan Naspiński
82. kpr. Stanisław Nehrebecki nr 6423
83. sierż. Gustaw Nowosielski
84. chor. Jan Ogrodnik[b] nr 6329
85. kpr. Wiesław Olszewski nr 6435
86. sierż. Kazimierz Zarębski ps. „Waldemar Orski” nr 6341
87. chor. Zbigniew Osostowicz
88. plut. Edward Ostrowski
89. plut. Józef Pietrzak nr 5599
90. plut. Fryderyk Piskurski
91. szer. Jan Pogan nr 6451
92. ppor. Stefan Pomirski
93. st. szer. Wilhelm Porth
94. szer. Adam Przybylski nr 5970
95. szer. Stanisław Raróg
96. plut. Juliusz Rosa
97. pchor. Kazimierz Rettinger nr 6382
98. sierż. Stanisław Zarski-Rozmarynowski
99. chor. Józef Rożniecki
100. sierż. Marian Ruciński
101. chor. Józef Skrzyński
102. ppor. Jan Służewski
103. szer. Wilhelm Smutny
104. plut. Hipolit Snamira
105. śp. ppor. Zygmunt Srzednicki nr 6365
106. bp. pchor. Władysław Steinhaus nr 6381
107. ppor. Tomasz Strózik
108. chor. Kazimierz Strzegocki
109. kpr. Jan Strzelecki
110. kpt. Stanisław Styrczula
111. sierż. Władysław Szarwarki
112. plut. Kazimierz Szlamp nr 6417
113. chor. Tadeusz Szmoniewski
114. chor. Marian Szromba
115. plut. Emil Szuster
116. plut. Franciszek Sleczka
117. sierż. Antoni Świnarski
118. chor. Władysław Tarada
119. chor. Stanisław Targowski
120. plut. Jan Terka
121. kpr. Aleksander Tierling
122. szer. Henryk Trzpis
123. chor. Aleksander Tumidajski
124. st. szer. Kazimierz Tumidajski
125. kpr. Bronisław Tusch
126. chor. Stanisław Urbański
127. chor. Tadeusz Vorbrodt nr 6349
128. kpr. Bronisław Wandycz nr 6438
129. chor. Bronisław Warzybok nr 5967
130. sierż. LP Stanisław Węgiel nr 5971
131. plut. LP Franciszek Włodek nr 6420
132. chor. Edward Wojciechowski
133. kpr. Józef Wojciechowski
134. szer. Henryk Wojtuszkiewicz
135. st. szer. Józef Wyszyński
136. plut. Piotr Zabłocki
137. kpr. Antoni Zaleski
138. kpr. Jan Załuski
139. plut. Stanisław Zapotoczny
140. por. dr Marcin Zieliński
141. sierż. LP Władysław Zygmunt nr 6397
142. szer. Konstanty Zbijewski nr 6457
143. ś.p. kpr. LP Wincenty Żarski nr 6425
144. plut. LP Leon Żurkiewicz nr 6422

Za udział w I wojnie światowej w szeregach 6 pp Legionów Polskich w latach 1915–1916 Krzyż Walecznych otrzymało:
- 108 Szóstaków po raz 1, 2, 3 i 4,
- 100 Szóstaków po reaz 1, 2 i 3,
- 229 Szóstaków po raz 1 i 2,
- 254 Szóstaków po raz 1[25].

Wśród odznaczonych Krzyżem Walecznych po raz 1 i 2 byli Leon Chaskiel Gronawetter i Jan Horczyczak.

## Sztandar pułku
12 września 1915 roku w Rozprzy 6 pułk piechoty Legionów Polskich otrzymał sztandar. Sztandar uszyty był z jedwabiu o wymiarach 100 na 132 cm. Drzewce z orłem o długość 322 cm. Na prawej stronie płatu barwy amarantowej biały orzeł  w koronie i napis „Legjon Polski”. Pod orłem wyhaftowano napis „6. Pułk" i  rok „1915”. Po rozwiązaniu pułku w 1917 sztandar został ukryty w Krakowie. Po odtworzeniu 6 pułku piechoty Legionów, sztandar przekazano do batalionu zapasowego pułku w Jabłonnie. W grudniu 1920 roku  marsz. Józef Piłsudski odznaczył sztandar orderem Virtuti Militari V klasy. Strzęp starego sztandaru znajduje się w Instytucie Sikorskiego w Londynie.